# 18e cérémonie des Art Directors Guild Awards
La 18e cérémonie des Art Directors Guild Awards (ADG Awards), organisée par l'Art Directors Guild, s'est déroulé le 8 février 2014 et a récompensé les meilleurs chef décorateur de l'année 2013,.

## Palmarès

### Films

#### Film en costumes d'époque
- Gatsby le Magnifique (The Great Gatsby) – Catherine Martin
  - American Bluff (American Hustle) – Judy Becker (en)
  - Dans l'ombre de Mary (Saving Mr. Banks) – Michael Corenblith (en)
  - Inside Llewyn Davis – Jess Gonchor (en)
  - Twelve Years a Slave – Adam Stockhausen

#### Film de fantasy, fantastique ou science-fiction
- Gravity – Andy Nicholson
  - Elysium – Philip Ivey
  - Le Hobbit : La Désolation de Smaug (The Hobbit: The Desolation of Smaug) – Dan Hennah
  - Oblivion – Darren Gilford
  - Star Trek Into Darkness – Scott Chambliss

#### Film contemporain
- Her – K.K.Barrett
  - Blue Jasmine – Santo Loquasto
  - Capitaine Phillips (Captain Phillips) – Paul Kirby
  - Le Loup de Wall Street (The Wolf of Wall Street) – Bob Shaw
  - Un été à Osage County (August: Osage County) – David Gropman

### Télévision

#### Série d'une heure à caméra unique
- Le Trône de fer (Game of Thrones) – Gemma Jackson (épisode : Valar Dohaeris)
  - Boardwalk Empire – Bill Groom (épisode : Old Ship of Zion)
  - Breaking Bad – Mark Freeborn (épisode : Felina)
  - Downton Abbey – Donal Woods (épisode : Episode seven)
  - Mad Men – Dan Bishop (épisode : The Better Half)

#### Téléfilm ou mini-série
- Ma vie avec Liberace (Behind the Candelabra) – Howard Cummings
  - American Horror Story: Coven – Mark Worthington (épisode : Bitchcraft)
  - Bonnie and Clyde: Dead and Alive – Derek R. Hill (épisode : Night 1 & Night 2)
  - Mob City – Gregory Melton (épisode : A Guy Walks Into A Bar, Reason To Kill A Man)
  - Phil Spector – Patrizia von Brandenstein

#### Série d'une demi-heure à caméra unique
- Veep – Jim Gloster (épisode : Helsinki)
  - Arrested Development – Dan Butts (épisode : The B. Team)
  - Californication – Ray Yamagata (épisode : The Unforgiven)
  - Modern Family – Richard Berg (épisode : The Wow Factor)
  - Parks and Recreation – Ian Phillips (épisode : London)

#### Format court ou série en live
- Battlestar Galactica: Blood and Chrome – Brian Kane (épisode : Pilot)
  - 10,000 Days – Mimi Gramatky (épisode : Salvation or Destruction)
  - Blue – Rachel Myers (épisode : The Truth Hurts)
  - Daybreak – Stuart Blatt (épisode : 5)
  - H+ (H+: The Digital Series) – Andres Cubillan (épisode : Visions Of Whats To Come)

#### Variété ou autre à caméras multiples
- Portlandia – Tyler Robinson (épisode : Missionaries)
  - The Big Bang Theory John Shaffner (épisode : The Bakersfield Expedition)
  - How I Met Your Mother – Steve Olson (épisode : The Light House)
  - Saturday Night Live – Akira Yoshimura (épisode : Justin Timberlake/Justin Timberlake Eugene Lee, Keith Ian Raywood, N. Joseph Detullio)
  - The Voice – Anton Goss (épisode : Live Playoffs, Part 1 James Pearse Connelly)

#### Documentaire, clip musical ou cérémonie de remise de récompenses
- 67e cérémonie des Tony Awards (The 67th Annual Tony Awards) – Steve Bass
  - The American Music Awards 2013 – Joe Stewart
  - 2013 Billboard Music Awards – Brian Stonestreet
  - 65e cérémonie des Primetime Emmy Awards (65th Primetime Emmy Awards) – Brian Stonestreet
  - Superbowl XLVII Halftime Show – Bruce Rodgers

#### Spot publicitaire, PSA, Promo, et Vidéo musicale
- Call of Duty: Ghosts – Todd Cherniawsky (épisode : Epic Night Out)
  - Arcade Fire – Anastasia Masaro (épisode : Reflektor)
  - Diehard – Tom Wilkins (épisode : The Getaway)
  - Infiniti – Christopher Glass (épisode : Factory of Life)
  - Justin Timberlake feat Jay-Z – Richard Bridgland (épisode : Suit & Tie)

### Spéciales

#### Outstanding Contribution to Cinematic Imagery
- Martin Scorsese[3]

#### Lifetime Achievement Award
- Rick Carter[4]

#### Hall of Fame Inductees
- Robert Clatworthy[5] (1911–1992)
- Harper Goff (1911–1993)
- J. Michael Riva (1948–2012)